# Konkurence dopravců v nákladní železniční dopravě v Česku
Pro konkurenci železničních dopravců v České republice začal připravovat podmínky Zákon o dráhách (č. 266/1994 Sb.) a jeho pozdější novelizace. K liberalizaci trhu železniční dopravy vyzývají i směrnice Evropské unie.
V České republice působí na síti Správy železnic celkem 123 společností, které jsou oprávněny k provozování nákladní železniční dopravy (stav k 16. červnu 2021). Firmy, které jsou držiteli této licence a zároveň vlastní osvědčení dopravce (další z podmínek nutných pro provozování drážní dopravy) jsou uvedeny v Seznamu českých železničních dopravců. Hlavní náplní podnikatelské činnosti je však provozování drážní dopravy jen pro několik firem z tohoto seznamu, ostatní jsou převážně stavební firmy nebo firmy provozující dopravu převážně pro vlastní potřebu, které se trhu železniční dopravy jako dopravce významně neúčastní.

## Tržní podíly
Výchozím stavem byla situace, kdy měly České dráhy jako monopolní dopravce prakticky 100% podíl na trhu železniční nákladní dopravy. Od roku 1995 se tento podíl (resp. nyní podíl ČD Carga jako pokračovatele nákladní dopravy Českých drah) postupně snižuje rozvojem stávajících menších dopravců či vstupem nových dopravců na trh. Mezi léty 2015 a 2016 je patrný skokový nárůst výkonů dopravce Metrans Rail. Tento dopravce pak v roce 2019 překonal dlouholetou „dvojku“ Advanced World Transport (tj. pozdější PKP Cargo International).
Tržní podíly podle přepravního výkonu na síti SŽDC/Správy železnic v hrubých tunových kilometrech v letech 2006 až 2021 jsou uvedeny v následující tabulce.
|                                                        | 2006    | 2007    | 2008    | 2009    | 2010    | 2011    | 2012    | 2013    | 2014    | 2015    | 2016    | 2017    | 2018    | 2019    | 2020    | 2021    | 2022    | 2023    |
| ------------------------------------------------------ | ------- | ------- | ------- | ------- | ------- | ------- | ------- | ------- | ------- | ------- | ------- | ------- | ------- | ------- | ------- | ------- | ------- | ------- |
| České dráhy                                            | 94,59 % | 94,32 % | 0,37 %  | 0,39 %  | 0,89 %  | 0,58 %  |         |         |         |         | 0,43 %  | 0,41 %  |         |         |         |         |         |         |
| ČD Cargo                                               |         |         | 92,28 % | 88,77 % | 86,84 % | 84,36 % | 79,38 % | 76,33 % | 69,90 % | 66,52 % | 64,88 % | 63,49 % | 64,96 % | 60,16 % | 58,59 % | 56,38 % | 58,43 % | 54,62 % |
| METRANS Rail                                           |         |         |         |         | 0,11 %  | 0,45 %  | 0,63 %  | 0,95 %  | 1,51 %  | 6,14 %  | 6,97 %  | 7,10 %  | 7,51 %  | 8,43 %  | 8,90 %  | 9,16 %  | 9,43 %  | 9,36 %  |
| PKP Cargo International                                | 2,24 %  | 2,64 %  | 3,14 %  | 5,93 %  | 5,63 %  | 6,21 %  | 8,03 %  | 7,78 %  | 12,43 % | 9,21 %  | 9,00 %  | 8,07 %  | 7,62 %  | 7,20 %  | 7,33 %  | 6,49 %  | 5,47 %  | 5,10 %  |
| Orlen Unipetrol Doprava                                | 1,19 %  | 1,56 %  | 2,14 %  | 2,80 %  | 3,62 %  | 3,53 %  | 3,67 %  | 3,87 %  | 4,21 %  | 4,21 %  | 3,74 %  | 3,98 %  | 3,63 %  | 4,29 %  | 4,13 %  | 4,53 %  | 3,94 %  | 4,66 %  |
| IDS CARGO                                              |         |         |         |         | 0,13 %  | 0,49 %  | 0,98 %  | 2,06 %  | 2,99 %  | 2,58 %  | 3,39 %  | 3,28 %  | 3,07 %  | 3,88 %  | 3,61 %  | 2,83 %  | 2,80 %  | 4,53 %  |
| Rail Cargo Austria/Rail Cargo Carrier - Czech Republic |         |         |         |         |         |         |         | 1,77 %  | 2,26 %  | 2,33 %  | 2,23 %  | 2,73 %  | 2,88 %  | 3,40 %  | 4,28 %  | 4,75 %  | 3,98 %  | 3,94 %  |
| Lokorail                                               |         |         |         |         |         |         |         |         |         |         |         |         |         |         |         | 2,04 %  | 2,87 %  | 2,72 %  |
| CER Slovakia                                           |         |         |         |         |         |         |         |         |         |         |         |         |         | 1,76 %  | 1,75 %  |         | 1,16 %  | 2,24 %  |
| DB Cargo Czechia                                       |         |         |         |         |         |         |         |         |         |         |         |         |         |         |         | 1,88 %  | 1,96 %  | 2,09 %  |
| Cargo Motion                                           |         |         |         |         |         |         |         |         |         |         |         |         |         |         | 1,22 %  | 1,09 %  |         |         |
| LTE Logistik a Transport Czechia                       |         |         |         | 0,05 %  | 0,20 %  | 0,47 %  | 1,40 %  | 1,18 %  | 1,23 %  | 1,71 %  | 1,25 %  |         |         |         | 1,38 %  |         |         |         |
| SD - Kolejová doprava                                  |         |         |         |         | 0,03 %  | 0,53 %  | 0,89 %  | 1,92 %  | 1,88 %  | 1,95 %  | 2,06 %  | 1,86 %  | 1,62 %  | 1,72 %  |         |         |         |         |
| PKP Cargo                                              |         |         |         |         | 0,42 %  | 1,12 %  | 1,96 %  | 0,89 %  | 0,95 %  | 0,89 %  | 1,11 %  | 1,86 %  | 1,39 %  | 1,15 %  |         |         |         |         |
| BF Logistics                                           |         |         | 0,16 %  | 0,19 %  | 0,29 %  | 0,31 %  | 0,46 %  | 0,92 %  | 0,94 %  | 0,98 %  | 1,14 %  |         |         |         |         |         |         |         |
| BRYNTIN RAIL CZ                                        |         |         |         |         |         | 0,01 %  | 0,38 %  |         |         |         |         |         |         |         |         |         |         |         |
| Viamont                                                | 1,29 %  | 0,62 %  | 0,93 %  |         |         |         |         |         |         |         |         |         |         |         |         |         |         |         |
| Ostravská dopravní společnost                          |         |         | 0,16 %  | 0,42 %  | 0,73 %  |         |         |         |         |         |         |         |         |         |         |         |         |         |
| LOKO TRANS                                             |         |         |         |         | 0,10 %  | 0,55 %  |         |         |         |         |         |         |         |         |         |         |         |         |
| Traťová strojní společnost                             | 0,12 %  | 0,29 %  | 0,30 %  | 0,50 %  | 0,37 %  |         |         |         |         |         |         |         |         |         |         |         |         |         |
| Sokolovská uhelná                                      |         |         |         | 0,10 %  | 0,13 %  |         |         |         |         |         |         |         |         |         |         |         |         |         |
| RM Lines                                               |         |         | 0,05 %  | 0,18 %  |         |         |         |         |         |         |         |         |         |         |         |         |         |         |
| ostatní                                                | 0,57 %  | 0,57 %  | 0,47 %  | 0,67 %  | 0,88 %  | 1,39 %  | 2,22 %  | 2,33 %  | 1,70 %  | 3,48 %  | 3,80 %  | 7,22 %  | 7,32 %  | 8,02 %  | 8,81 %  | 10,86 % | 9,96 %  | 10,74 % |

Poznámky:
- Údaje za společnost Viamont Cargo jsou přičteny k údajům mateřské společnosti: v r. 2008 Viamont, v r. 2009 Advanced World Transport.
- Údaje za České dráhy od roku 2008 znamenají dopravu vlaků, které nejsou vlaky pro přepravu osob, tj. strojní jízdy lokomotiv, přístavné a odstavné jízdy souprav, přeprava vozů do opravy apod.
- V rámci skupiny Rail Cargo Austria převzala od roku 2016 provozování nákladní dopravy v Česku společnost Rail Cargo Carrier - Czech Republic.
- Nevyplněná políčka jsou tehdy, když SŽDC tyto údaje neuvádí, to znamená, že daný dopravce buď v daném roce nákladní dopravu nevykonával, nebo jsou jeho přepravní výkony tak malé, že jsou zahrnuty v součtovém políčku ostatní.

## Konflikt na přechodu Děčín - Bad Schandau
Již v roce 2004 dopravce Railtrans překročil svými vlaky hraniční přechod Děčín - Bad Schandau. V březnu 2005 pak měl tento dopravce nasmlouvánu přepravu dřeva z Německa do Štětí. České dráhy však tohoto dopravce odmítly pustit přes tento přechod s odvoláním na to, že hnací vozidla tohoto dopravce nejsou zapsána v tzv. dodatkových ujednáních, která jsou přílohou smlouvy uzavřené mezi již neexistujícími železnicemi Československé státní dráhy a Deutsche Reichsbahn. Naproti tomu Railtrans tvrdil, že jeho vozidla přes tento přechod mohou jezdit i bez zápisu do dodatkových ujednání, neboť jsou schválena jak německým drážním úřadem EBA, tak českým Drážním úřadem. 
Výsledkem tohoto sporu bylo, že Railtrans přišel o tuto zakázku, kterou získaly právě České dráhy. 
Po určité době byla situace vyřešena tak, že vozidla Railtransu byla zapsána do dodatkových ujednání. Dosud však není dořešen spor, zda je nutné vozidla do takovýchto ujednání zapsat, nebo stačí, když jsou vozidla schválena po obou stranách hranice a dopravce splňuje veškeré zákonné požadavky zemí po obou stranách hranice. Podobná situace je na prakticky všech hraničních přechodech se sousedními zeměmi.

## Nerovný přístup Českých drah v nákladní dopravě
Úřad pro ochranu hospodářské soutěže udělil v červenci 2008 Českým drahám pokutu 270 milionů Kč za zneužití dominantního postavení v oblasti nákladní železniční dopravy tím, že zvýhodňovaly některé své klienty nižšími cenami, aby si je zavázaly ke dlouhodobé spolupráci, zatímco jiným klientům nabízely tak nevýhodné podmínky, že jim znemožňovaly vstoupit na trh železniční nákladní dopravy a působit na něm. Stížnost podala společnost ŠPED-TRANS Levice. České dráhy protestoval proti tomu, že byla v rozhodnutí jako relevantní trh vymezena pouze železniční doprava, nesouhlasily s postihem za snížení ceny v reakci na nabídky konkurence, žádaly o odklad splatnosti a také požadovaly, aby pokuta přešla na dceřinou společnost ČD Cargo, do které byla mezitím převedena nákladní doprava V tom jim nebylo vyhověno, ÚOHS ale v květnu 2009 sníženou na 254 milionů Kč. I tak je tato pokuta nejvyšší, jakou kdy tento úřad jedné firmě pravomocně udělil. Krajský soud v Brně 21. dubna 2011 rozhodnutí o pokutě potvrdil, přestože nalezl v rozhodnutí ÚOHS některé chyby, které však na rozhodnutí neměly vliv.

### Související právní předpisy
- Zákon č. 266/1994 Sb., o dráhách, ve znění novějších zákonů
- Vyhláška MDS č. 429/2001 Sb. o podrobnostech prokazování finanční způsobilosti k provozování dráhy celostátní nebo dráhy regionální, o způsobu prokazování finanční způsobilosti k provozování drážní dopravy na dráze celostátní nebo na dráze regionální a o doplňkových přepravních službách
- Vyhláška MD č. 351/2004 Sb., o rozsahu služeb poskytovaných provozovatelem dráhy dopravci
- Vyhláška č. 501/2005 Sb., o vymezení nákladů provozovatele dráhy spojených s provozováním a zajišťováním provozuschopnosti, modernizace a rozvoje železniční dopravní cesty
- Výměr MF č. 01/2006 ze dne 6. prosince 2005, kterým se vydává seznam zboží s regulovanými cenami (příloha č. 4: maximální ceny a určené podmínky za použití vnitrostátní železniční dopravní cesty celostátních a regionálních drah při provozování drážní dopravy)